# جیپ واگنیر
جیپ واگنیر (به انگلیسی: Jeep Wagoneer) که در ایران آن را به نام جیپ آهو و مدل وانت آن را با نام جیپ سیمرغ می‌شناسند، اولین اتومبیل شاسی بلند لوکس جهان محسوب می‌شود، تعداد زیادی از این خودرو طی سال‌های ۱۹۶۳الی ۱۹۹۱ ساخته و فروخته شد. اتومبیل اس‌یووی که به‌طور مداوم برای چند دهه تولید شد و از لحاظ طول مدت تولید مقام سوم را در تاریخ ساخت خودرو آمریکا دارد در حالی که در تمام مدت ۲۸ سالی که روی خط تولید قرار داشت، تغییرات ناچیزی روی آن اعمال شد.
واگنر پیشتاز بازار خودروهای شاسی بلند خانوادگی بود چرا که بیشتر ماشین‌های ۴x۴ در دهه شصت طراحی جعبه‌ای شکل، ساده و زمختی داشتند. در مقام مقایسه با تولیدات اینترنشنال هاروستر و لندرور (که صرفاً جهت کار و بدون هر گونه تجملات و تزئینات با طراحی داخلی مشابه یک تراکتور ساخته می‌شدند) واگنیر یک وسیله نقلیه لوکس محسوب می‌شد. اساساً سری Jeep SJ و در راس آن‌ها واگنر با امکاناتی بی سابقه در این رده از ماشین‌ها مانند فرمان هیدرولیک، گیربکس اتوماتیک و... در کنار موتورهای پر قدرت انقلابی در این عرصه محسوب می‌شدند.

کمپانی جیپ ساخت واگنر را هفت سال پیش از اینکه کارخانه انگلیسی لندرور فروش سری رنجرور را آغاز کند کلید زد، ۲۴ سال قبل از اینکه بازار شاسی بلندهای لوکس در آمریکا شکل بگیرد - که در آن زمان هم جیپ گرند چروکی موفق بود.

## دوران کایزر
در گرماگرم رقابت کمپانی‌های معروف آمریکایی بر سر بازار ماشین‌های چهار چرخ متحرک، ویلیس مدیرعامل وقت کمپانی جیپ تصمیم گرفت یک ماشین جدید و پیشرفته متناسب با نیازهای روز بسازد. در اوایل دهه شصت ویلیس اورلند موتورز (به انگلیسی: Willys-Overland Motors) توسط کایسر جیپ (به انگلیسی: Kaiser Jeep Corporation) خریداری شد، در همین زمان واگنیر جایگزین جیپ واگن ویلیس گردید شروع تولید "واگن وینلیس" به سال ۱۹۴۶ برمی‌گشت و جالب اینکه تا سال ۱۹۶۵ هم تولید شد.
در سال ۱۹۶۳ طرح‌های اولین واگنیر توسط طراح صنعتی معروف آن زمان بروک استیونس (به انگلیسی: Brooks Stevens) جان گرفتند. مهندسان ویلیس مجبور شدند برای خلق این اثر با انجام تحقیقات گسترده‌ای اطلاعات فنی آن زمان را افزایش دهند. هزینه این تحقیقات بالغ بر ۲۰ میلیون دلار آمریکا بود.

واگینر اولیه از نظر طراحی یک وسیله نقلیه با اتاق کامل بود که بر روی شاسی جیپ هونچو سوار شده بود که به صورت پیشفرض در دو نوع "دو در" و "چهار در" تولید می‌شد که مدل دو در آن به شکل کابین دار(به انگلیسی: Panel truck) یا استیشن هم موجود بود به این شکل که به جز درها مابقی پنجره جانبی ثابت و در پشتی هم دو تکه با پنجره پائین رونده بود.

اولین واگنرها با موتور تورنادومیل‌سوپاپ رو شش سیلندر خطی ۳۸۰۰ سی سی ساخت ویلیس وارد بازار شدند این موتور در سال ۱۹۶۲ یک آپشن برای جیپ‌های قدیمی تر محسوب می‌شد؛ ۱۴۰ اسب بخار (۱۰۴ کیلو وات) نیرو داشت و بهره‌وری مصرف سوختش برای آن زمان بسیار عالی بود هرچند مشکلات سیستم خنک‌کننده و صدای بسیار بلند در هنگام صعود به ارتفاع (دور موتور بالا) کمپانی تولیدکننده را به‌ناچار به سمت ساخت موتور نه چندان فشرده ۱۳۳ اسب بخاری(۹۹ کیلو وات) در سال ۱۹۶۴ سوق داد.

#### ۱۹۶۳-۱۹۶۴
در سال ۱۹۶۳ همان زمانی که کمربند ایمنی هنوز یک آپشن بود!!! کمپانی نام خود را به Kaiser Jeep Corporation تغییر داد.

در سال ۱۹۶۴ هم تغییرات اندکی در موارد فنی و ظاهری رخ داد مثلاً سیستم تهویه هوا به صورت آپشن ارائه شد.

### ۱۹۶۵-۱۹۶۶
در اواخر سال ۱۹۶۵ موتور ۳٫۸ لیتری(۲۳۲اینچ مکعب) شش سیلندر خطی ساخت American Motors جایگزین موتور تورنادومیل‌سوپاپ رو شد به علاوه اینکه امکان انتخاب موتور ۲۵۰ اسب بخاری (۱۶۵ کیلووات) ۵٫۴ لیتری (۳۲۷اینچ مربع) وی شکل ساخت شرکت اِی. اِم. سی (AMC V8 engine) برای واگینر و وانت پیکاپ گلادیاتور فراهم شد که این محبوب‌ترین آپشن آن سال بود.

در سال ۱۹۶۶ نیز روند پیشرفت این خودرو در جهت افزایش عملکرد و مجلل تر شدن ادامه داشت؛ اینبار "سوپر واگنیر" با موتور پر قدرت ۲۷۰ اسب بخاری(۲۰۱ کیلووات) ۸ سیلندر وی شکل ساخت American Motors مجهز به کاربراتور چهار دهنه روانه بازار شد. از لحاظ امکانات رفاهی واگنیر در آن زمان و در این کلاس از خودروها منحصربه‌فرد بود، به عنوان مثال رادیو پخش با دکمه‌های فشاری، قابلیت تنظیم ارتفاع فرمان، چراغ سقفی کارآمد، سیستم تهویه مطبوع، در صندوق عقب فنردار، ترمزهای هیدرولیک، فرمان هیدرولیک و جعبه‌دنده خودکار TH400، در نهایت می‌توان واگینر را پیشروی خودروهای اس‌یووی لاکچری امروزی دانست. ساخت "سوپر واگینر" در سال ۱۹۶۹ پایان یافت.

### ۱۹۶۷-۱۹۷۱

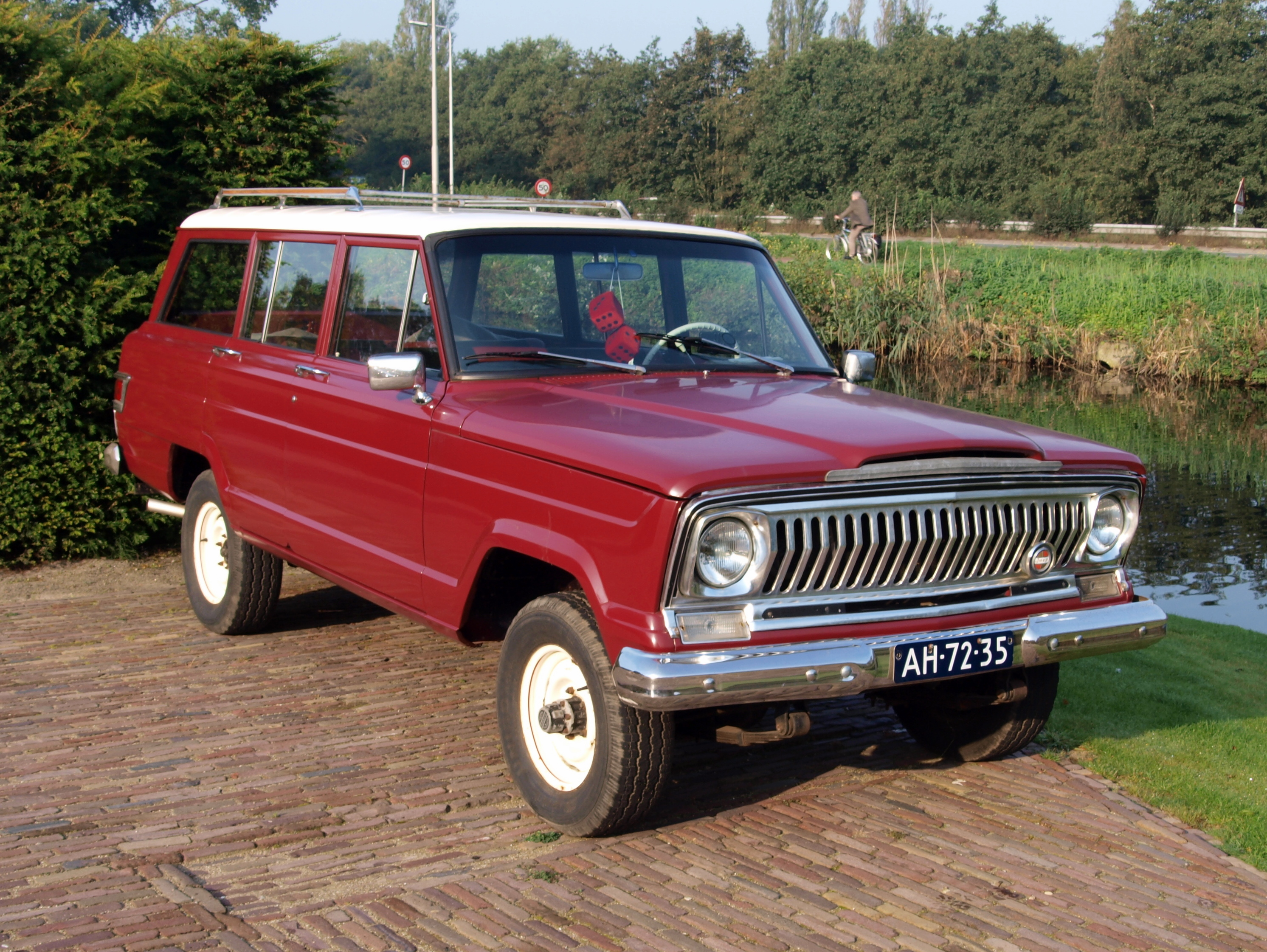
جیپ واگنر مدل ۱۹۶۷

مدل‌های تک دیفرانسیل (دو چرخ متحرک) با افزایش فروش مدل‌های دو دیفرانسیل (چهار چرخ متحرک) به مرور از رده خارج شده و نهایتاً تولیدشان متوقف شد، در اواخر سال ۱۹۶۸ به مرور تولید مدل‌های دو در نیز متوقف شد.

از سال ۱۹۶۸ تا ۱۹۷۱ واگنر به موتور ۸ سیلندر با حجم ۵٫۷ لیتر (۳۵۰ اینج مکعب) با قدرت ۲۳۰ اسب بخار (۱۷۲ کیلو وات) ساخت کارخانه بیوک مجهز شد. موتور اخیر (ساخت بیوک) قدرت کمتری نسبت به موتور ۸ سیلندر قبلی داشت(۲۳۰ اسب بخار در برابر ۲۵۰ اسب بخار)، اما در دور موتورهای پائین گشتاور بیشتری تولید می‌کرد.

بعد از سال ۱۹۷۱ تمامی واگنرها انحصارا با موتورهای ساخت AMC تولید شدند.

## دوران امریکن موتورز
در اوایل سال ۱۹۷۰ شرکت امریکن موتورز (به انگلیسی: AMC) کارخانه کاسیر جیپ را خریداری کرد و تغییرات مثبتی را روی محصولات اعمال نمود، همچنین تغیراتی در راستای افزایش بهره‌وری کارخانه و کاهش هزینه‌های تولید از طریق استفاده از اجزاء مشترک مانند موتور با سایر تولیدات این مجموعه انجام شد در ادامه تغییراتی برای کاهش سر و صدای ماشین، کم کردن لرزش‌ها، افزایش نرمی اتومبیل و... صورت گرفت که مجموعاً باعث افزایش حس لذت تجربه رانندگی با واگنیر شد.

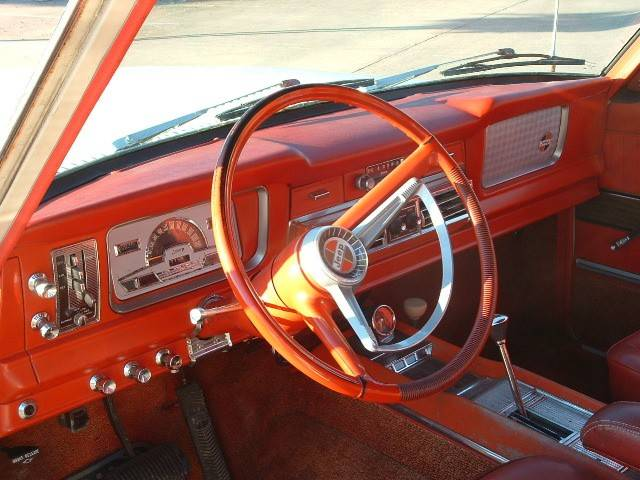

در این دوران واگنیر تغیراتی فنی گسترده‌ای نداشت اما اختراع کوارد تراک (به انگلیسی: Quadra-Trac) به تنهایی برگ درخشانی بود در تاریخچه تولید این اتومبیل و در همین دوران بود که موتورهای متنوع و پر قدرتی برای این خودرو معرفی شدند.

#### ۱۹۷۲-۱۹۸۳

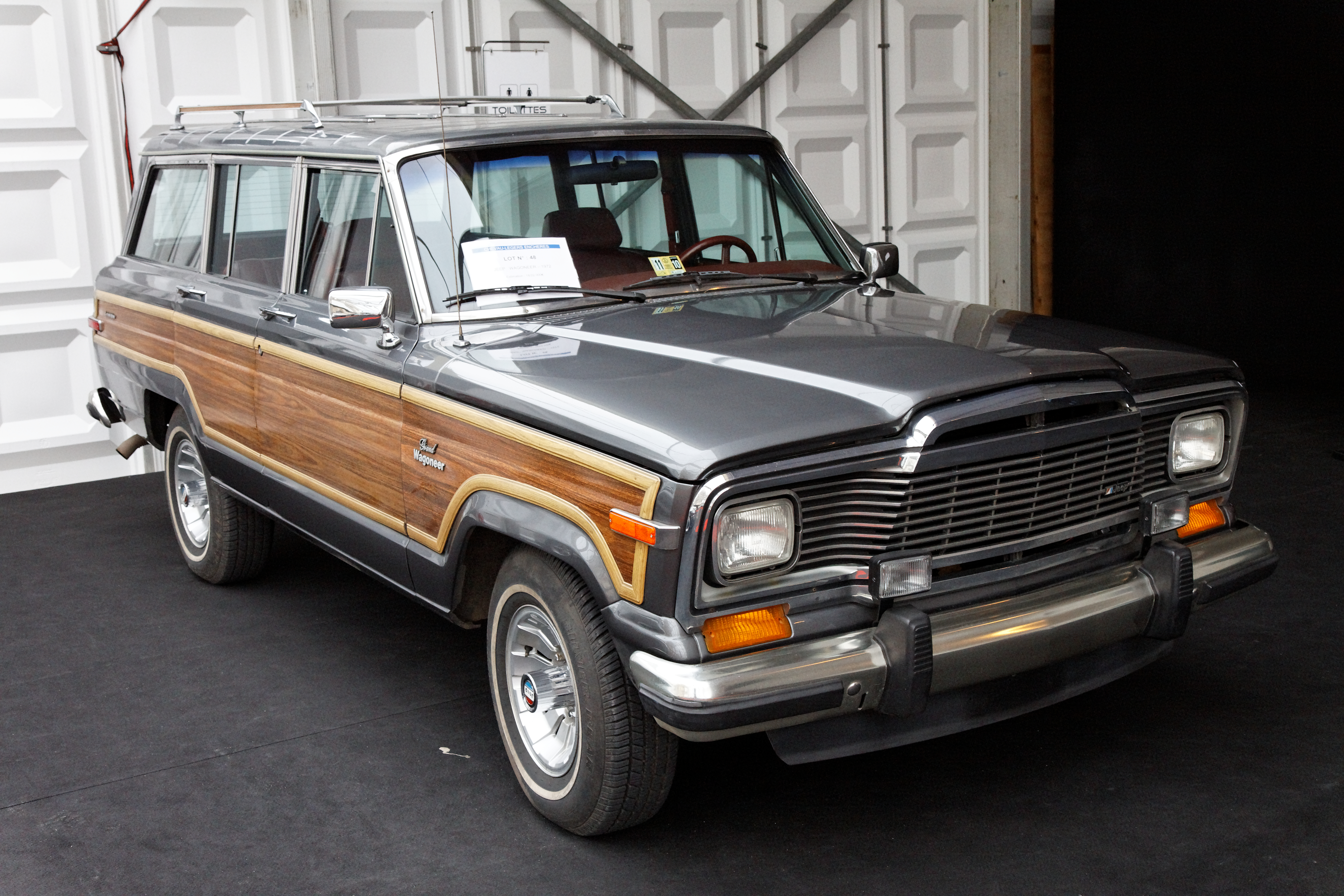
جیپ واگنیر مدل ۱۹۷۹

در سال ۱۹۷۱ طراحی مدل ویژه‌ای که اختصاراً "ایکس کد" (به انگلیسی: X-coded) نامیده می‌شد به پایان رسید، این مدل به همراه کناره‌های چوبی و امکانات آسایشی و قدرت بیشتر تنها با پرداخت ۱۰۰۰ دلار بیشتر از قیمت مدل کاستوم قابل خریداری بود.

پس از سال ۱۹۷۱ موتور ۵٬۹ لیتری(۳۶۰اینچ مکعب) دو دهانه وی شکل ساخت امریکن موتورز جایگزین موتور ۵٫۷ لیتری(۳۵۰اینچ مکعب) ساخت بیوک شد، در ادامه نیز موتور ۶٬۶ لیتری(۴۰۱اینچ مکعب) در دسترس خریداران قرار گرفت.
در سال ۱۹۷۳ ابتکار جیپ در ارائه سیستم چهار چرخ متحرک دائم که به نام کوارد تراک (به انگلیسی: Quadra-Trac) نامیده می‌شد، باعث گرایش خریداران به سمت جیپ گردید این‌ها بیشتر کسانی بودند که از کار کردن با گیربکس دنده کمک و پولوس خلاص کن‌های دستی خسته شده بودند و به دنبال آسایش بیشتری به هنگام رانندگی می‌گشتند.

در سال ۱۹۷۴ امریکن موتورز دوباره مدل دو در واگنر را این بار با نام چروکی (به انگلیسی: Cherokee) احیاء کرد؛ این خودرو جایگزین مدل جیپستر کاماندو (به انگلیسی: Jeepster Commando) شد، هر چند از سال ۱۹۷۲ تولید و فروش جیپستر تقریباً متوقف شده بود. مدل چروکی به شدت مورد توجه قشر جوان قرار گرفت در حالی که واگنر بیشتر یک خودرو خانوادگی محسوب می‌شد.

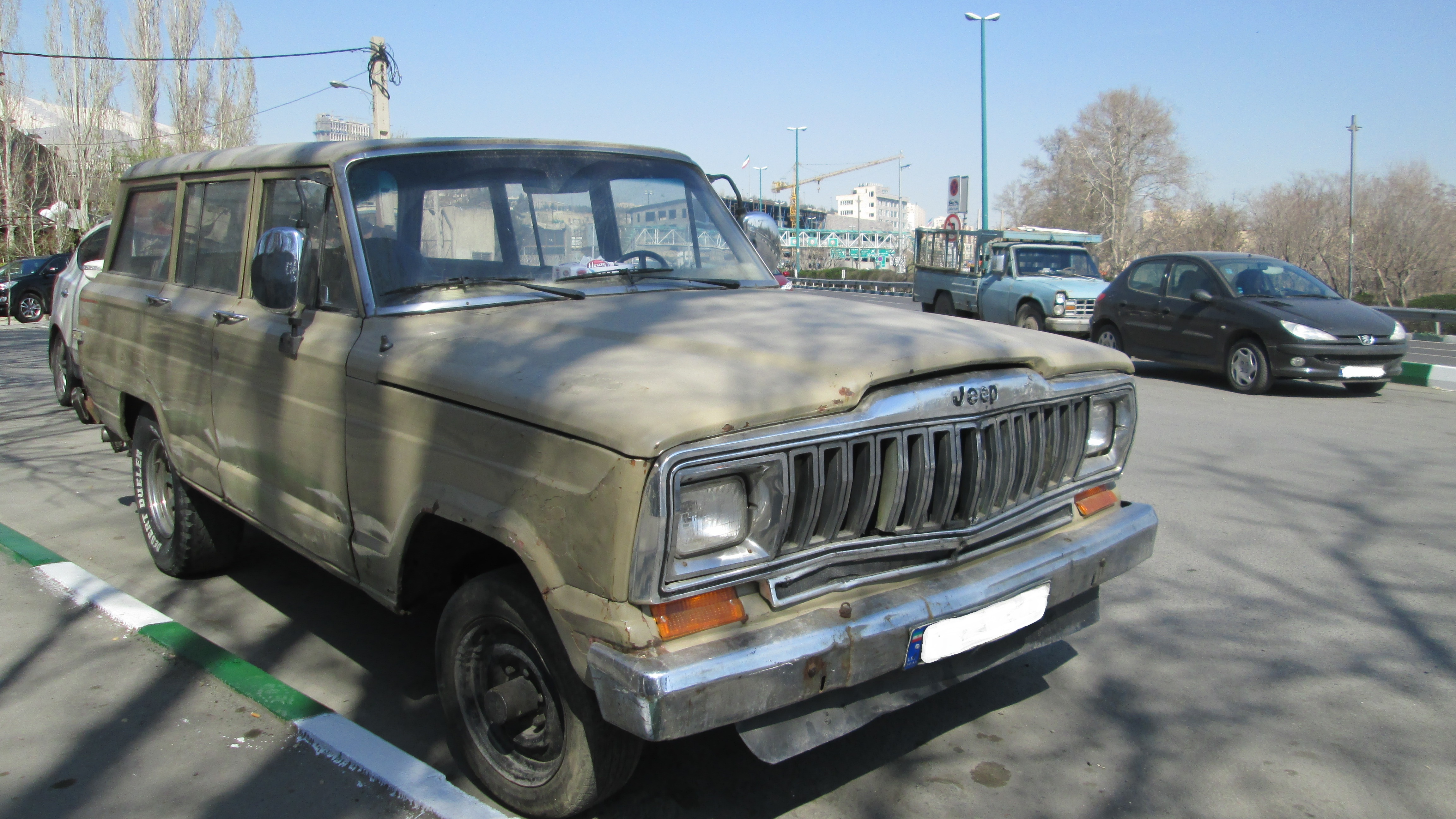
جیپ آهو، ایران

طی سال‌های ۱۹۷۴ الی ۱۹۷۷ تغییرات جزئی و صرفاً ظاهری در واگینر اعمال شد، با گذر زمان و حضور موفق جیپ چروکی در بازار مصرف امریکن موتورز تصمیم گرفت بازار جدیدتری را در طبقه اتوموبیل‌های لاکچری برای واگنیر ایجاد کند، در همین راستا دست به تولید مدل‌های نسخه تولید محدود(به انگلیسی: Limited Edition) زد در کنار این‌ها مدل‌های فوق لوکس و مدل‌های بسیار مجلل نیز در خط تولید قرار گرفتند با امکاناتی نظیر: نصب سیستم کوارد تراک (به انگلیسی: Quadra-Trac)، ترمز بوستر دار دارای دیسک در چرخ جلو، سیستم تهویه مطبوع، [تنظیم]صندلی [با موتور] برقی، قفل مرکزی، شیشه بالابر برقی، قابلیت تنظیم ارتفاع فرمان، کروز کنترل، تودوزی چرمی، کف پوش موکت نرم، رادیو سه موج، دور فرمان چرمی، باربند تمام استیل، رینگ آلومینیومی و کناره‌های چوبی که مجموعاً باعث افزایش آسایش سرنشینان و زیبایی اتومبیل می‌شدند، به اضافه اینکه موتور ۶٫۶ لیتری(۴۰۱اینچ مکعب) چهار دهانه وی شکل نیز علاوه بر مدل استاندارد ۵٫۹ لیتری(۳۶۰اینچ مکعب) قابل انتخاب بود، البته داشتن تمامی این‌ها هزینه زیادی برای خریداران داشت به طوری که قیمت تمام شده این مدل از واگنیر در رده قیمتی اتوموبیل‌های لوکس کارخانه کادیلاک قرار می‌گرفت! به هر صورت مشخصات سطح بالا و مدل‌های لیمیتد نظر خریداران را جلب کرد به طوری که واگنیر را با فروش بالای ۲۸٬۸۷۱ دستگاه در سال ۱۹۷۸ و ۲۷٬۴۳۷ دستگاه در سال ۱۹۷۹ رو برو کرد.

در دهه هفتاد با تبدیل شدن موتورهای وی شکل ۸سیلندر به عنوان انتخاب اول در بین خریداران به ویژه متقاضیان چروکی تقاضا برای موتور ۴٫۲ لیتری(۲۵۸اینچ مکعب) ۶ سیلندر خطی به شدت کاهش یافت و تنها بعد از بحران سوخت سال ۱۹۷۹ بود که دوباره به عنوان گزینه خریداران مطرح شد.
واگنیر در سال ۱۹۸۰ با افت فروش مواجه شد بطوری که فقط ۱۰٬۴۸۱ دستگاه در آن سال فروخته شد اما بعد از آن دوباره سیر صعودی خود را از سر گرفت به طوری که در سال‌های ۱۹۸۱ تا ۸۳ به ترتیب ۱۳٬۴۷۱، ۱۸٬۷۰۹ و ۱۸٬۴۷۸ دستگاه از آن فروخته شد. در ابتدای دهه هشتاد، هنگامی که فروش دوباره جان گرفته بود واگنیر به صورت استاندارد با جعبه دنده دستی ارائه می‌شد اما از سال ۱۹۸۳ به بعد دنده اتوماتیک به همراه کواد تراک(به انگلیسی: Selec-Trac) به صورت عمومی روی تمام واگینرهای تولیدی قرار می‌گرفت. با اعمال این تغییرات و بهره‌گیری از موتور ۴٫۲ لیتری واگنیر توانست استاندارد آژانس حفاظت محیط زیست ایالات متحده آمریکا را به دست بیاورد که طبق آن مصرف اتوموبیل باید در هر ۱۰۰ کیلومتر ۱۳ لیتر در شهر و ۹٫۴ لیتر در آزاد راه باشد، که این مقدار برای یک اس‌یووی عالی محسوب می‌شود.. این تائیدیه به کمپانی اجازه می‌داد که در مورد مصرف بهینه خودرو تبلیغ کند اما در نهایت با وجود تمام این مسائل همواره موتور پر مصرف هشت سیلندر ۵٫۹ لیتری(۳۶۰اینچ مکعب) محبوبیت خود را میان خریداران تشنه قدرت حفظ کرد.

در سال ۱۹۸۱ خط تولید واگنیر به سه مدل گسترش یافته بود؛ واگنیر کاستوم مدل پایه بود که شامل: گیربکس چهار دنده، پلوس خلاس کن، فرمان هیدرولیک، ترمز بوستر دار دارای دیسک در چرخ جلو و موکت کف ماشین بود. مدل جدید بروگهام(به انگلیسی: Brougham) که شامل بروز رسانی‌های داخلی شامل: استفاده از روکش چوب برای تزئینات و ادوات داخلی، موکت نرم جهت کف، شیشه بالابر برقی در عقب، افزایش روشنایی داخل کابین و افزایش راحتی مسافران شده و از نظر بیرونی شامل: لایه جوب نازک به دو طرف بدنه، باربند، چراغ روی در، چارچوب دور شیشه سه ربعی عقب و زه پایینی درب صندوق عقب می‌شد. نسخه تولید محدود در صدر جدول می‌درخشید با امکاناتی نظیر دنده اتوماتیک، دکمه انتخاب حالت چهار چرخ متحرک(به انگلیسی: Selec-Trac)، تهویه مطبوع، شیشه دودی، شیشه بالابر برقی، قفل مرکزی، کروز کنترل، رادیو استریو، عایق صوتی مضاعف، صندلی برقی راننده و کمک راننده شش جهته با دسته کنترل مرکزی، بروز رسانی رو دری‌ها، دور فرمان چرمی، کف پوش موکت با ضخامت بیشتر و پوشش جمع شدنی روی وسائل موجود در صندوق عقب.

در سال ۱۹۸۳ تولید مدل سفارشی متوقف شد و با بروز رسانی سیستم Selec-Trac این تکنولوژی به صورت عمومی روی تمام مدل‌ها قرار گرفت و یک دستگیره جهت تعویض سریع بین حالت دو دیفرانسیل و چهار دیفرانسیل اضافه گردید، در همین سال وکیوم کلاج اکسل جلو هم اضافه شد.